# 唐從悌
唐從悌（17世紀—17世紀），字玉汝，浙江嘉興府秀水縣人，明朝、南明政治人物。

## 生平
唐從悌最初是歲貢，崇禎十三年（1640年）成特用出身，獲授翁源知縣，在當地教化人民，又革除食斷腸草陋俗，擒拿嘿嘿教妖黨、釋放疑獄，轉任桂陽知州，再陞貴陽知府致仕。

## 引用
1. 1 2  錢海岳《南明史·卷六十三·列傳第三十九》：（永曆）時貴州先後疆吏之可紀者：……唐從悌，字玉汝，秀水人。崇禎十三年特用。授翁源知縣，勤於撫字。邑有爭鬬，則食斷腸草而死；又有嘿嘿教妖黨相扇為奸，悉禁之。遷桂陽知州陞（貴陽知府）。
2. ↑  欽定四庫全書《廣東通志·卷二十八·職官志》：……唐從悌 浙江秀水人，歲貢，十五年任……以上知翁源縣
3. ↑  康熙《秀水縣志·卷五》：唐從悌，字玉汝，明經特用。知翁源，邑在萬山中，地瘠民刁，從悌勤撫字、革陋規、擒妖黨、釋疑獄，陞貴陽知州致仕。
4. ↑  道光《嘉興府志·卷二十九·人物志》：唐從悌，字玉汝，貢生，以特用知翁源縣，縣在萬山中，地瘠民頑，從悌勤撫字、革陋規、擒妖黨、釋疑獄，民甚賴之，陞貴陽知州致仕。